# Уокер, Роберт Хадсон
Ро́берт Ха́дсон Уо́кер (англ. Robert Hudson Walker; 13 октября 1918, Солт-Лейк-Сити, США — 28 августа 1951, Лос-Анджелес, США) — американский актёр, получивший известность благодаря своим ролям в кино.
Изначально приглашавшийся на эпизодические и незначительные роли в кино, постепенно Уокер добился определённых высот: в 1946 году он сыграл Джерома Керна в музыкальном фильме «Пока плывут облака», а в 1950 году — снялся в знаменитом триллере Альфреда Хичкока «Незнакомцы в поезде». Роль Бруно Энтони стала самой успешной и наиболее известной его актёрской работой.

## Биография

### Ранние годы
Роберт Хадсон Уокер родился в Солт-Лейк-Сити в мормонской семье Хораса и Целлы Уокер (урождённой Маккуори). Он был младшим из четырёх сыновей супругов. В детстве Уокер тяжело пережил развод родителей. Узнав о том, что её племянник проявляет интерес к актёрству, тётя мальчика по материнской линии Гортензия Одлум, директор нью-йоркского магазина «Bonwit Teller», предложила оплатить обучение Роберта в Американской академии драматического искусства в Нью-Йорке. Поступив в академию в 1937 году, Роберт первое время жил в доме у тёти.
В период обучения в академии Уокер познакомился с молодой актрисой Филис Айли, впоследствии взявшей псевдоним Дженнифер Джонс. Вскоре после знакомства, 2 января 1939 года, они поженились в городе Талса (штат Оклахома) и перебрались в Голливуд с целью начать сниматься в кино, однако потерпели неудачу на этом поприще и возвратились в Нью-Йорк. Здесь Уокер нашёл работу на радио, а его супруга с небольшим перерывом родила двух сыновей: Роберта (р. 1940) и Майкла (1941—2007). В 1941 году жене Уокера повезло: её заметил продюсер Дэвид Селзник. Именно он предложил ей принять звучный псевдоним «Дженнифер Джонс» и в скором времени сделал её звездой кинематографа.

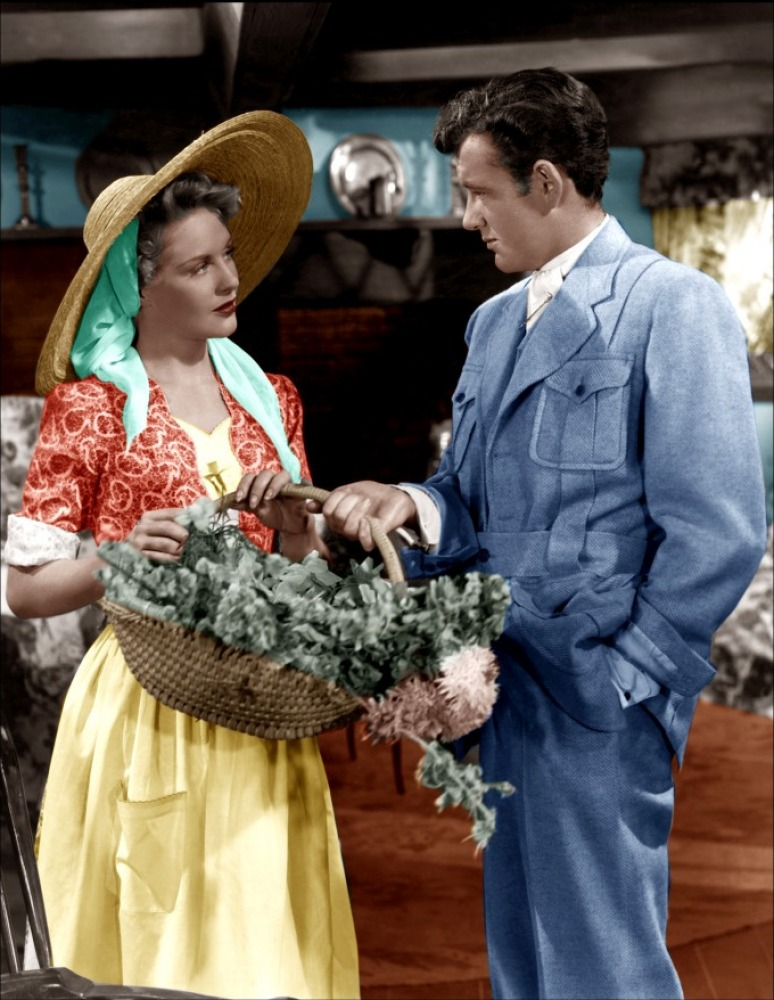
Дороти Патрик и Роберт Уокер в фильме «Пока плывут облака» (1946)

### В Голливуде
Семья снова переехала в Голливуд, где Уокер, заручившись поддержкой Селзника, подписал выгодный контракт с Metro-Goldwyn-Mayer и получил роль в военном фильме «Батаан». Благодаря характерной «мальчишеской» внешности он был приглашён на съёмки в ещё нескольких фильмах в 1943—1945 годах. Отношения Уокера с женой, тем временем, складывались неудачно: ещё с ноября 1943 года они жили раздельно. Знал актёр и о том, что Дженнифер и Селзника связывал продолжительный роман. Из-за этого любовные сцены в фильме «С тех пор как вы ушли», где были задействованы Уокер и Джонс, приходилось многократно переснимать. В апреле 1945 года жена Уокера подала на развод. Это во многом повлияло на дальнейшую судьбу актёра: несмотря на продолжение участия в голливудских съёмках, он стал гораздо более раздражительным, эмоциональным, пристрастился к алкоголю.
Во второй половине 1940-х годов Уокер сыграл главные роли в фильмах «Пока плывут облака» (1946), «Песня любви» (1947) и «Поцелуй Венеры» (1948). В июле 1948 года Уокер вторично женился на Барбаре Форд, дочери режиссёра Джона Форда, однако их брак продлился всего пять месяцев.
В 1949 году актёр пребывал в психиатрической клинике Менингера, где лечился от психического расстройства. Выписавшись из клиники, Уокер был приглашён на роль Бруно Энтони в фильме Альфреда Хичкока «Незнакомцы в поезде». Хорошо воспринятая критиками и публикой игра Уокера сделала эту роль лучшей и наиболее заметной в жизни актёра.

### Смерть
Последнее лето в своей жизни Роберт Уокер провёл с сыновьями, его эмоциональное состояние значительно улучшилось, и актёр даже рассматривал возможность вторичной женитьбы на Дженнифер Джонс. Его планам, однако, не удалось осуществиться: в ночь на 28 августа 1951 года экономка Уокера обнаружила его в неадекватном состоянии и вызвала лечащего врача-психиатра. Когда тот прибыл, Уокер принял дозу амобарбитала для успокоения. Из-за того, что до принятия лекарства актёр употреблял алкоголь, введение препарата в организм вызвало крайне тяжёлую реакцию: Уокер потерял сознание и перестал дышать. Все попытки реанимировать мужчину не удались, и тридцатидвухлетний актёр скончался. Его похоронили на мемориальном кладбище в городе Огден (штат Юта).

## Фильмография
- 1939 Winter Carnival
- 1939 These Glamour Girls College
- 1939 Dancing Co-Ed
- 1943 Bataan
- 1943 Madame Curie
- 1944 See Here, Private Hargrove
- 1944 С тех пор как вы ушли / Since You Went Away
- 1944 Тридцать секунд над Токио / Thirty Seconds Over Tokyo
- 1945 Часы / Clock
- 1945 Her Highness and the Bellboy Jim
- 1945 What Next, Corporal Hargrove?
- 1945 Sailor Takes a Wife
- 1946 Till the Clouds Roll
- 1947 Beginning or the End
- 1947 Море травы / Sea of Grass
- 1947 Song of Love
- 1948 One Touch of Venus
- 1950 Please Believe Me
- 1950 Skipper Surprised His Wife
- 1951 Vengeance Valley
- 1951 Незнакомцы в поезде / Strangers on a Train
- 1952 My Son John